# Ikauna
Ikauna là một thị xã và là một nagar panchayat của quận Shrawasti thuộc bang Uttar Pradesh, Ấn Độ.

## Địa lý
Ikauna có vị trí 27°33′B 81°58′Đ / 27,55°B 81,97°Đ Nó có độ cao trung bình là 109 mét (357 feet).

## Nhân khẩu
Theo điều tra dân số năm 2001 của Ấn Độ, Ikauna có dân số 12.947 người. Phái nam chiếm 53% tổng số dân và phái nữ chiếm 47%. Ikauna có tỷ lệ 52% biết đọc biết viết, thấp hơn tỷ lệ trung bình toàn quốc là 59,5%: tỷ lệ cho phái nam là 60%, và tỷ lệ cho phái nữ là 42%. Tại Ikauna, 18% dân số nhỏ hơn 6 tuổi.